# باتارشوخين تشينزوريغ
باتارشوخين تشينزوريغ (مواليد 21 سبتمبر 1991) هو ملاكم منغولي، مثّل بلاده في الألعاب الأولمبية الصيفية 2016.

## روابط خارجية
باتارشوخين تشينزوريغ على موقع بوكس ريك (الإنجليزية) (registration required)
- باتارشوخين تشينزوريغ على موقع اللجنة الأولمبية الدولية (الإنجليزية)
- باتارشوخين تشينزوريغ على موقع أوليمبيديا (الإنجليزية)